# Mediaster pedicellaris
Mediaster pedicellaris är en sjöstjärneart som först beskrevs av Perrier 1881.  Mediaster pedicellaris ingår i släktet Mediaster och familjen ledsjöstjärnor. Inga underarter finns listade i Catalogue of Life.